# Cederstedt
Cederstedt var en svensk adelsätt.
Stamfader för ätten var Salomon Knutsson som var en av de första borgarna när Karlstad grundades. Hans son Peder Salomonsson var Karlstads rådman och borgmästare, och gift med Karin Knutsdotter vars far var Karlstads förste borgmästare och vars bror adlades Bäfverfelt. Deras son Salomon Carlostadius var vice häradshövding av Värmland och borgmästare i Karlstad. Hans andra hustru Margareta Roman, vars bror adlades Stjerncrantz, blev mor till sonen Jonas Carlstedt.
Denne Jonas Carlstedt (1659–1730) var advokat i Bergskollegium, assessor där, och bergsråd. Han adlades 1705 på namnet Cederstedt och introducerades 1707 på nummer 1404. Han var gift med Ulrica Cronström. De fick tre söner, varav en son dog ung. Sonen Jonas var auskultant i Bergskollegium men avled som ung vuxen barnlös. Mellersta sonen Per Cederstedt skrev sig till Sundsör och Widbynäs. Han var auskultant i Kammarkollegium och brukspatron. Med sin hustru Johanna Maria Ehrenhjelm fick han tre döttrar och en son. Två av döttrarna var gifta med Elgenstierna respektive Arnell och den tredje var ogift. 
Sonen Jonas Cederstedt till Sundsör (1756–1811) var först auskultant i Bergskollegium, sedan ämbetsman i utrikesexpeditionen, och sist titulerad bergsråd. Han var gift med sin svågers systerdotter Johanna Christina Benzelstierna. De fick två döttrar vilka även dessa gifte sig med var sin Elgenstierna. Äldste sonen Per avled som student vid Uppsala universitet. Yngste sonen avled späd. 
Ätten slöts på svärdssidan med den förut nämnde Jonas Cederstedt 1811.
Ätten Cederstedt har sin familjegrav i Storkyrkan i Stockholm.